# История Второй мировой войны 1939—1945
История второй мировой войны 1939–1945 годов –  многотомное научно-справочное издание, выпущенное Военным издательством Министерства обороны СССР в 1973-1982 годах.

## История создания
В первое послевоенное десятилетие был характерен нарастающий объём исследовательской работы. За эти годы по военной истории были опубликованы 43 монографии, 121 военно-исторический очерк, 450 сборников статей и брошюр, 86 сборников документов, 72 мемуарных произведений и дневников. Военные историки исследовали в относительно полном объёме крупнейшие операции и битвы минувшей войны, в ряде работ обобщён опыт использования видов Вооруженных сил и родов войск, сделаны попытки рассмотреть развитие военного искусства в годы войны. Появились первые обобщающие работы как по войне в целом, так и по её важнейшим проблемам. Однако преобладающая часть работ по-прежнему посвящалась отдельным операциям. В советской военной историографии 1970-1980 годов ощущалась потребность в проведении комплексных и фундаментальных исследований. Одним из заметных явлений в этой области стал выпуск многотомного издания «История второй мировой войны 1939–1945 годов».
В соответствии с Постановлением ЦК КПСС от 27 июня 1969 г. в Институте военной истории Министерства обороны СССР под руководством генерал-лейтенанта П. А. Жилина с конца 1970 года началась разработка этого издания. Высшим органом, руководившим эти процессом, являлась Главная редакционная комиссия . Её председателем был утверждён министр обороны СССР Маршал Советского Союза А. А. Гречко, а после его смерти — Д. Ф. Устинов. В  состав входили академики и члены-корреспонденты Академии наук СССР, советские военные и государственные деятели и др. При комиссии был создан институт военных консультантов.Непосредственными исполнителями по созданию труда выступали 10 штатных редакций Института военной истории в составе шести-семи сотрудников. Эти структуры возглавляли главные редакторы из числа руководителей научных подразделений института. Особую роль в созданной организационной структуре выполняли редакционные коллегии томов труда, в состав которых вошли учёные — представители всех институтов-исполнителей. Члены этих коллегий тщательно подбирались и затем утверждались председателем комисии и отделами ЦК КПСС. Редакционные обсуждали рукописи глав  и определяли возможность их выхода в печать. Для технического обслуживания работы комиссии был создан секретариат, который готовил заседания комисии, систематизировал замечания её членов и военных консультантов.После выхода в свет каждого тома в соответствии с заключёнными соглашениями он переводился в ГДР, Польше, Болгарии, Венгрии, Чехословакии. Согласование переводов в институте проводила контрольная редакция.
Некоторые исследователи считали выпуск издания наиболее значительным достижением советского периода изучения истории второй мировой войны, в котором отражены научная аргументированная периодизация войны, глубокий анализ хода военных действий, итогов и уроков войны  Также отмечалось наиболее полное освещение событий войны: зарождение причин, развитие кризиса предвоенной обстановки, непосредственно боевые действия. Подготовка данного труда воплощала опыт разработки единой концепции советской исторической науки по важнейшим проблемам второй мировой войны, таким как периодизация войны. Уникальность двенадцатитомника заключалась в том, что в его подготовке принимали участие  философы, юристы, экономисты, статистики и представители других сфер знания. Немаловажная роль отводилась активным участникам войны: видным военачальникам, государственным деятелям и дипломатам. В подготовке издания использовались документы различных государственных организаций, в том числе впервые вводившиеся в научный оборот: Центрального государственного архива Военно-Морского Флота СССР, Центрального государственного архива Октябрьской революции, высших органов государственной власти СССР, Центрального государственного архива Советской Армии, Центрального партийного архива Института марксизма-ленинизма при ЦК КПСС, Архива внешней политики СССР, Историко-дипломатического архива Министерства иностранных дел СССР, Архива Министерства внешней торговли СССР, Архива Министерства обороны СССР, Архива Министерства юстиции СССР, Института военной истории Министерства обороны СССР и других. За участие в работе по созданию многотомника «История второй мировой войны 1939–1945 годов» в 1983 году Институт военной истории Министерства обороны СССР был награждён  орденом Красной Звезды, а 12 сотрудникам за работку теоретических проблем Второй мировой войны 1939–1945 годов была присуждена Государственная премия.

### Критика
В 1988 году на конференции "Историки и писатели о литературе и истории" писатель Виктор Астафьев подверг критике 12-ти томную "Историю второй мировой войны" заявив, что он был на другой войне и,"более сфальсифицированного, состряпанного сочинения .... наша история не знала"

## Содержание томов
История второй мировой войны 1939–1945 гг. : в 12 т. / председ. Гл. ред. комиссии А. А. Гречко ,. — М. : Военное издательство Министерства обороны СССР, 1973—1982.
- Т. 1 : А — Зарождение войны. Борьба прогрессивных сил за сохранение мира. — 1973. — 362 с.
- Т. 2 : Накануне войны. — 1974. — 474 с.
- Т. 3 : Начало войны. Подготовка агрессии против СССР. — 1974. — 498 с.
- Т. 4 : Фашистская агрессия против СССР. Крах стратегии «молниеносной войны». — 1975. — 536 с.
- Т. 5 : Провал агрессивных планов фашистского блока. — 1975. — 512 с.
- Т. 6 : Коренной перелом в войне. — 1976. — 520 с.
- Т. 7 : Завершение коренного перелома в войне. — 1976. — 522 с.
- Т. 8 : Крушение оборонительной стратегии фашистского блока. — 1977. — 536 с.
- Т. 9 : Освобождение территории СССР и европейских стран. Война на Тихом океане и в Азии. — 1978. — 574 с.
- Т. 10 : Завершение разгрома фашистской Германии. — 1979. — 544 с.
- Т. 11 : Поражение милитаристской Японии. Окончание второй мировой войны. — 1980. — 496 с.
- Т. 12 : Итоги и уроки второй мировой войны. — 1982. — 496 с.